# Fotojournalistiek
Fotojournalistiek is een tak van de fotografie, waarbij een waarheidsgetrouwe en neutrale benadering van het nieuws voorop staat. Het is dus een journalistiek beroep dat zich onderscheidt van andere vormen van fotografie, zoals documentaire fotografie, oorlogsfotografie en het fotograferen van beroemdheden. De vraag is, hoe lang dit beroep nog zal blijven bestaan, omdat iedereen in de 21e eeuw met een mobiele telefoon een nieuwsfoto kan maken.

## Kenschets
Fotojournalistiek wil zo snel mogelijk een beeld geven van een sociaal relevante gebeurtenis. Daarom dient de foto van belang te zijn voor een bepaalde groep mensen, die bijvoorbeeld in politiek, economie of sociale zaken geïnteresseerd zijn. Fotojournalistiek wordt geacht de waarheid te laten zien. Ook als deze rauw of niet prettig is.
Net als een verslaggever moet een fotojournalist vaak op het moment zelf een beslissing nemen over het al of niet maken van een foto, terwijl er tegelijkertijd gevaar kan bestaan voor zijn lichamelijk welzijn. Bovendien moet hij regelmatig zijn werk doen te midden van grote menigtes en heeft hij een beperkte mogelijkheid om dichter bij het onderwerp te komen. Fotojournalisten werken over het algemeen voor de nieuwsmedia, zoals de krant, bepaalde tijdschriften, de radio of het tv-journaal en nieuwswebsites.

## Geschiedenis
De Fransman Nicéphore Niépce maakte voor zover bekend in 1826 als eerste een foto. Vanuit het raam van zijn dak legde hij op een plaat bedekt met lichtgevoelig bitumen het uitzicht vast. Daarvoor had hij wel acht uur belichtingstijd nodig. Vijftig jaar later was de belichtingstijd voor een foto al teruggebracht tot honderdsten van seconden.
In het midden van de 19e eeuw werden voor het eerst nieuwsverhalen geïllustreerd met foto’s. The Illustrated London News had de primeur in 1842 door afbeeldingen af te drukken met behulp van houtgravures. De voor de afdruk niet benodigde delen van de op het hout aangebrachte tekening werden met de hand weggesneden, de overgebleven lijnen vormden zo het beeld. The Pencil of Nature is een opmerkelijk boek uit 1844 van William Fox Talbot. Het was het eerste commercieel gepubliceerde boek, dat met foto's is geïllustreerd. Het bevat vierentwintig foto’s van onder meer de Westminster Abbey.

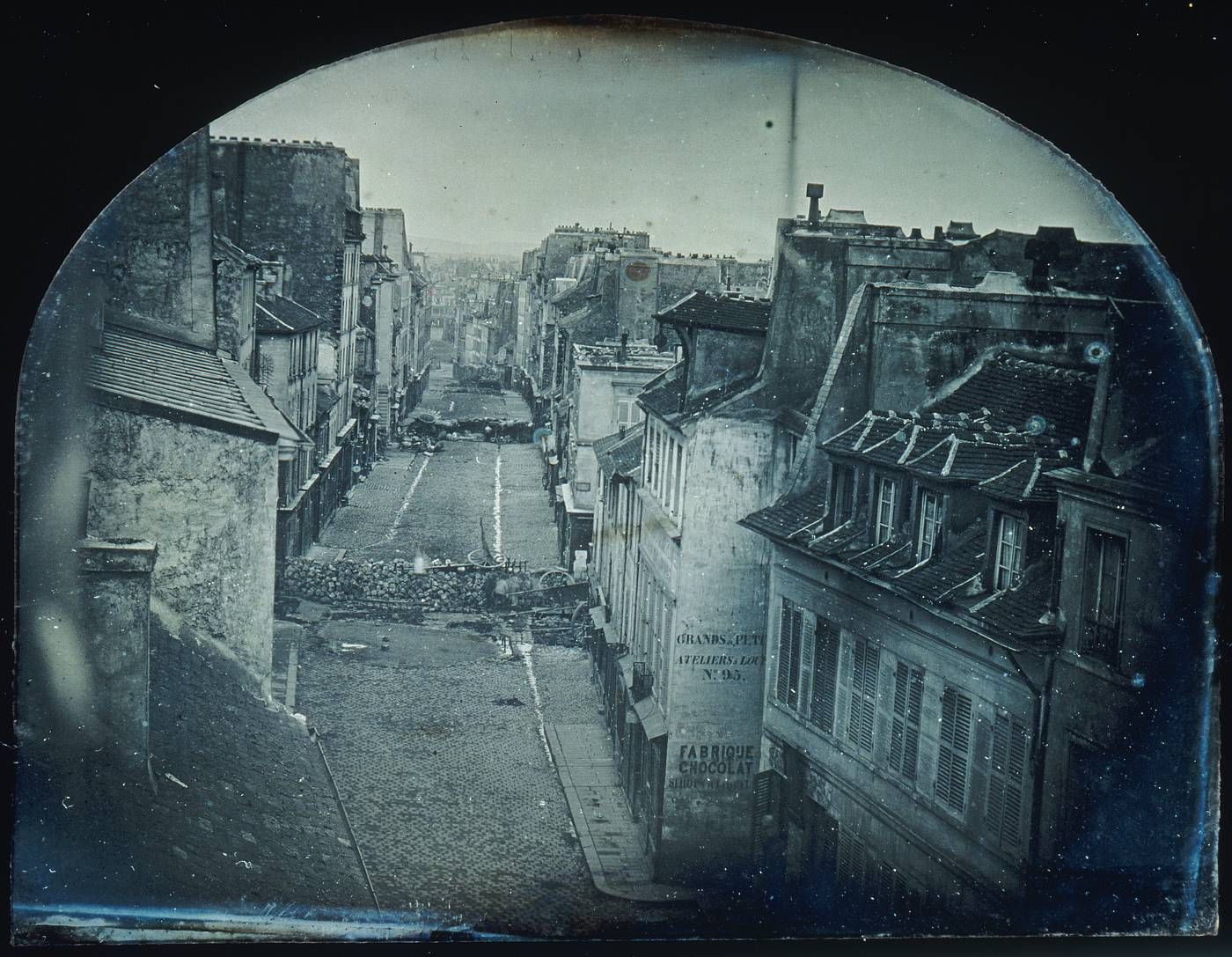
Barricaden in de Rue Saint-Maur
(Parijs, 1848)

 De eerste foto als illustratie bij een krantenverhaal verscheen in L’’Illustration. Het toonde een beeld van de Junioproer (Frankrijk) op 25 juni 1848.

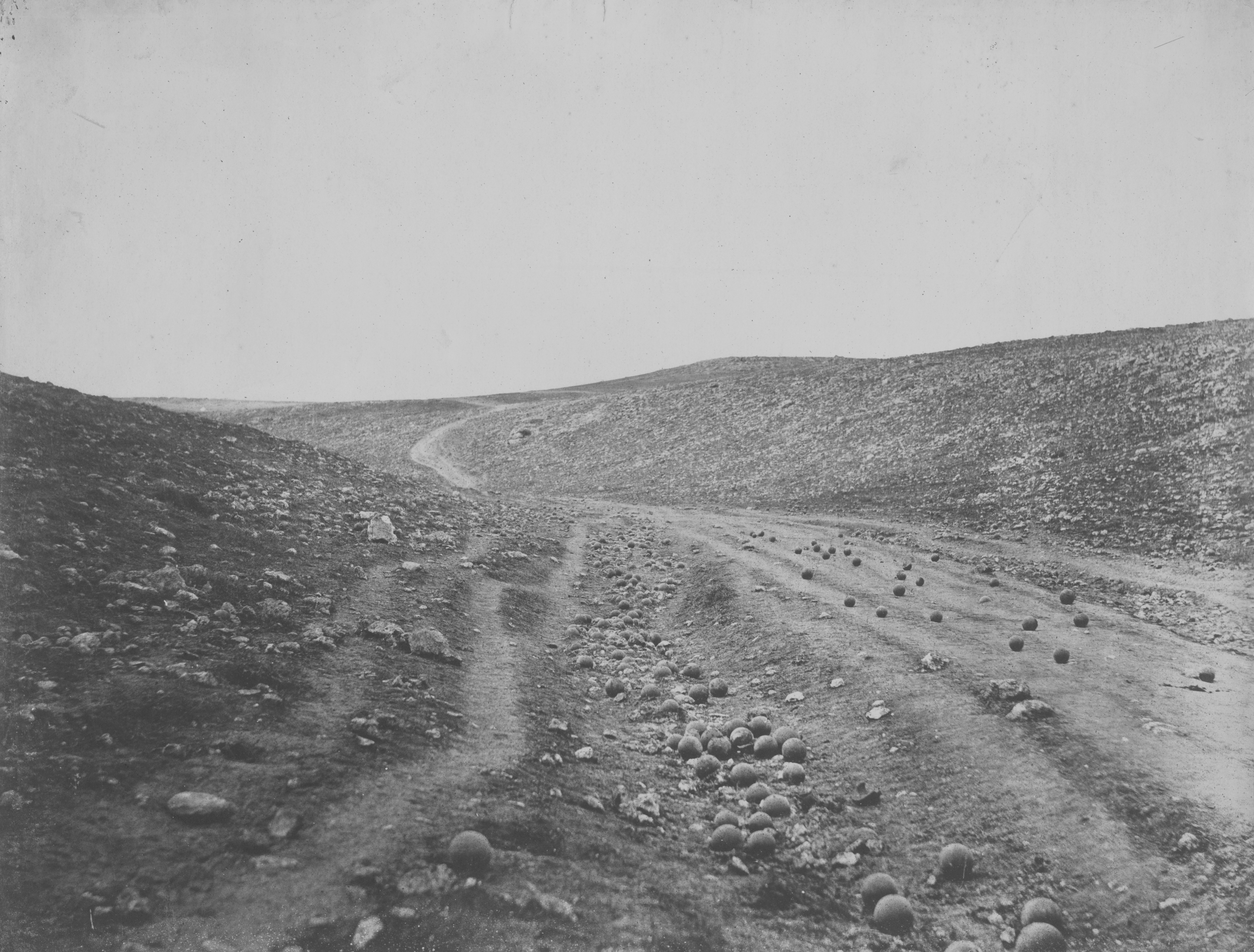
Dodenvallei tijdens de Krimoorlog, 1855. Foto door Roger Fenton

Tijdens de Krimoorlog (1853-1856) was de Illustrated London News opnieuw voorloper in de fotojournalistiek door oorlogsfoto’s te plaatsen, die gemaakt waren door Roger Fenton. Hij legde troepenverplaatsingen, veldslagen en portretten van soldaten vast op de gevoelige plaat en vormde daarmee de grondslag voor het vak van oorlogsfotograaf. Andere bekende namen uit deze begintijd waren William Simpson en Carol Szathmari. Treinongelukken en stadsbranden waren ook een populair onderwerp voor de geïllustreerde weekbladen in deze begintijd.
Medio 19e eeuw wonnen persfoto’s aan kwaliteit. De Fransman Félix Nadar maakte in 1858 luchtfoto’s vanuit een ballon. Later voer hij met een ballon boven Amsterdam en een Nederlands fotograaf Pieter Oosterhuis legde dit vast. Hij maakte gebruik van z.g. stereofotografie en daardoor creëerde hij het idee van driedimensionaliteit. Richard Maddox ontwikkelde in 1871 de zogeheten droge plaat. Chemische substanties die nodig waren om de foto meteen te ontwikkelen waren niet langer nodig. De fotograaf kon daardoor flexibeler werken.

## Vooruitgang

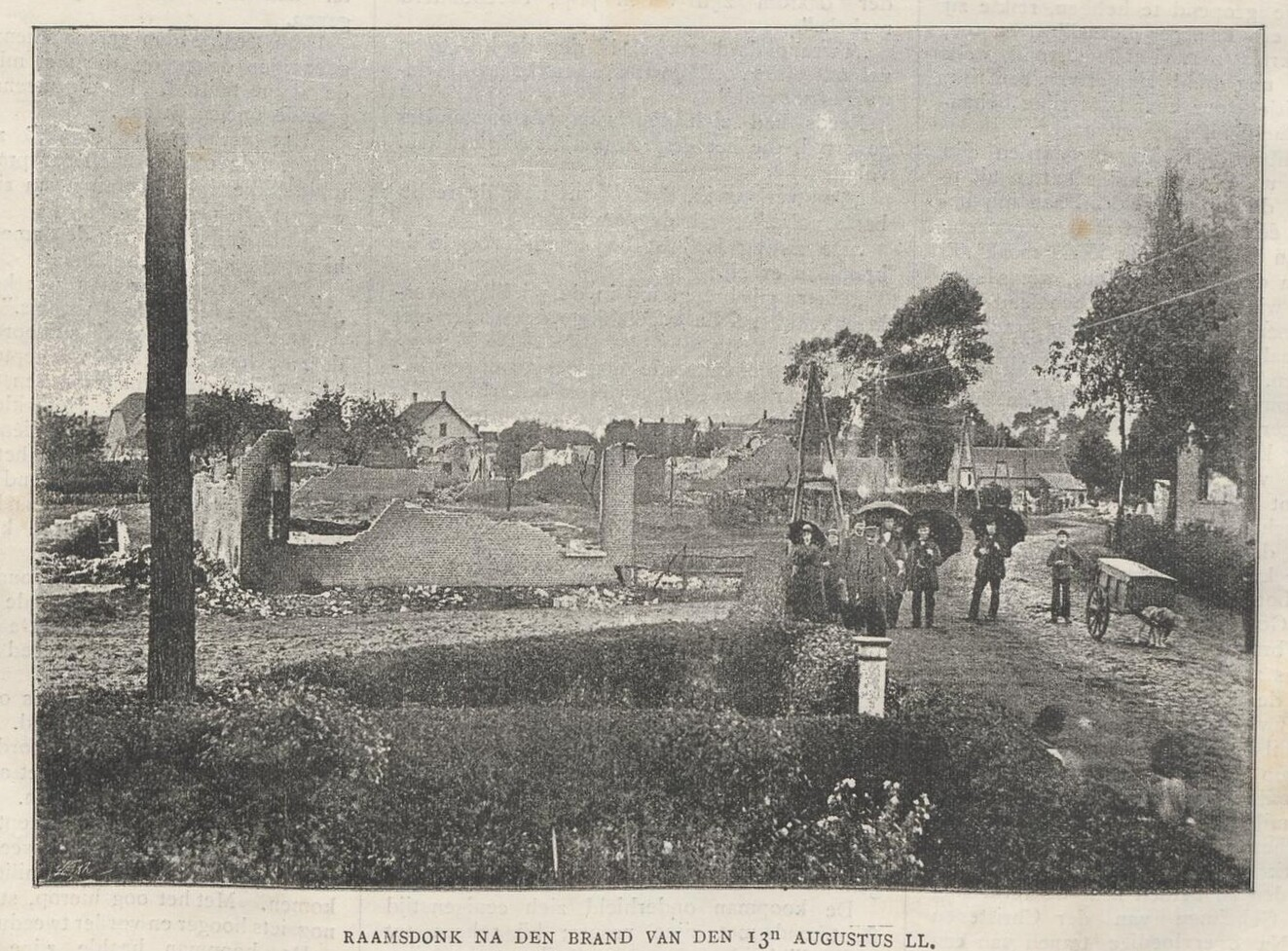
'Raamsdonk na den brand van den 13n augustus ll.', Katholieke Illustratie 1885.
(Veronderstelde eerste Nederlandse persfoto)

Het afdrukken van beeldmateriaal in kranten was nog een zeldzaamheid in deze periode. Een foto diende alleen nog als versterking van het krantenartikel en niet als informatiemedium op zichzelf. Hierin kwam verandering door het werk van een van de pioniers van de fotojournalistiek, John Thomson. Aan het einde van de 19e eeuw zette hij een maandblad op, Street Life in London. In dit blad documenteerde hij het leven op straat door middel van foto’s en tekst. Hij was de grondlegger van de sociale fotografie. 
De eerste Nederlandse persfoto wordt standaard toegeschreven aan een foto in de Katholieke Illustratie. De foto toont de gevolgen van een brand in Raamsdonk in 1885. Een plaatselijke bakker had verzuimd om zijn schoorsteen te laten vegen en zijn winkel vatte vlam. Het vuur sloeg over naar andere panden en 31 huizen gingen verloren.
De foto had als bijschrift: Hartverscheurende taferelen deden zich voor: hier huilende en weeklagende menschen, daar anderen ademloos van hun veldarbeid keerende om hunne have en goed voor hunne oogen te zien verwoesten, elders eenigen bezig met redding van hun goed en kostbaarheden. Een ware paniek greep ieder aan, men gaf bevelen, doch niemand kon luisteren.

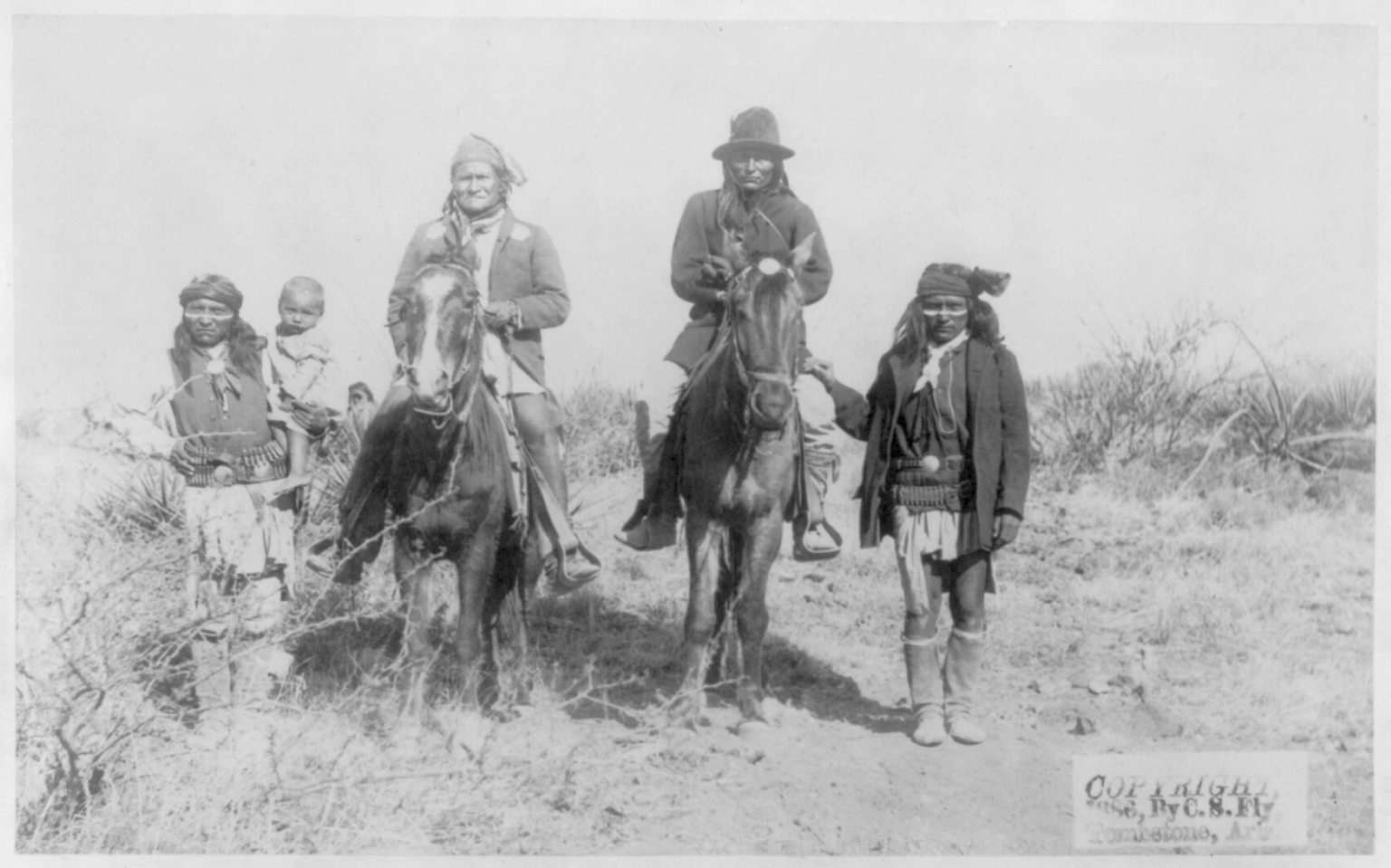
"Het kamp van Geronimo voor de overgave aan generaal Crook (1886): Geronimo en Natches zitten te paard; Geronimo's zoon Perico staat aan de kant, met een baby in zijn handen" (foto door C.S. Fly)

Na de Amerikaanse burgeroorlog (1861-1865) onderhandelde generaal George Crook met het hoofd van de Apachen Geronimo, die zich wilde overgeven. De fotograaf C.S. Fly voegde zich bij de militaire colonne. Hij maakte vijftien opnames op glasnegatieven van 200 bij 250 mm. Het zijn de eerste foto’s van Amerikaanse Indianen terwijl ze nog in oorlog zijn met de Verenigde Staten. Het populaire blad Harper's Weekly publiceerde uit die serie zes foto’s in het nummer van 24 april 1886.
George Eastman, een zakenman uit Rochester, bracht  in 1884 een fotorol op de markt die lichtgevoelig was. Korte tijd later was hij  ook de geestelijke vader van de eerste handcamera, de Kodak. In 1887 werd het flitspoeder uitgevonden. Hiermee konden journalisten als Jacob Riis binnenshuis en ‘s avonds foto’s maken. Het resulteerde in het legendarische boek How the other half lives. De periode van 1897 tot 1927 bracht geen verdere innovaties en de meeste kranten en tijdschriften maakten nog steeds gebruik van gravures als illustraties. In 1921 werd de Wirephoto ontwikkeld , waarmee nieuwsfoto’s per telefoonlijn en via radiogolven werden verzonden. Nu konden mensen over de hele wereld dezelfde nieuwsfoto’s zien.
Eind 19e eeuw namen drukkerijen rasterclichés in gebruik. Het beeld van de foto werd daarmee omgezet naar honderden kleine puntjes. Tekst en foto’s waren daarmee op één krantenpagina zichtbaar. Het betekende een revolutie voor de persfotografie.

## Bloeiperiode

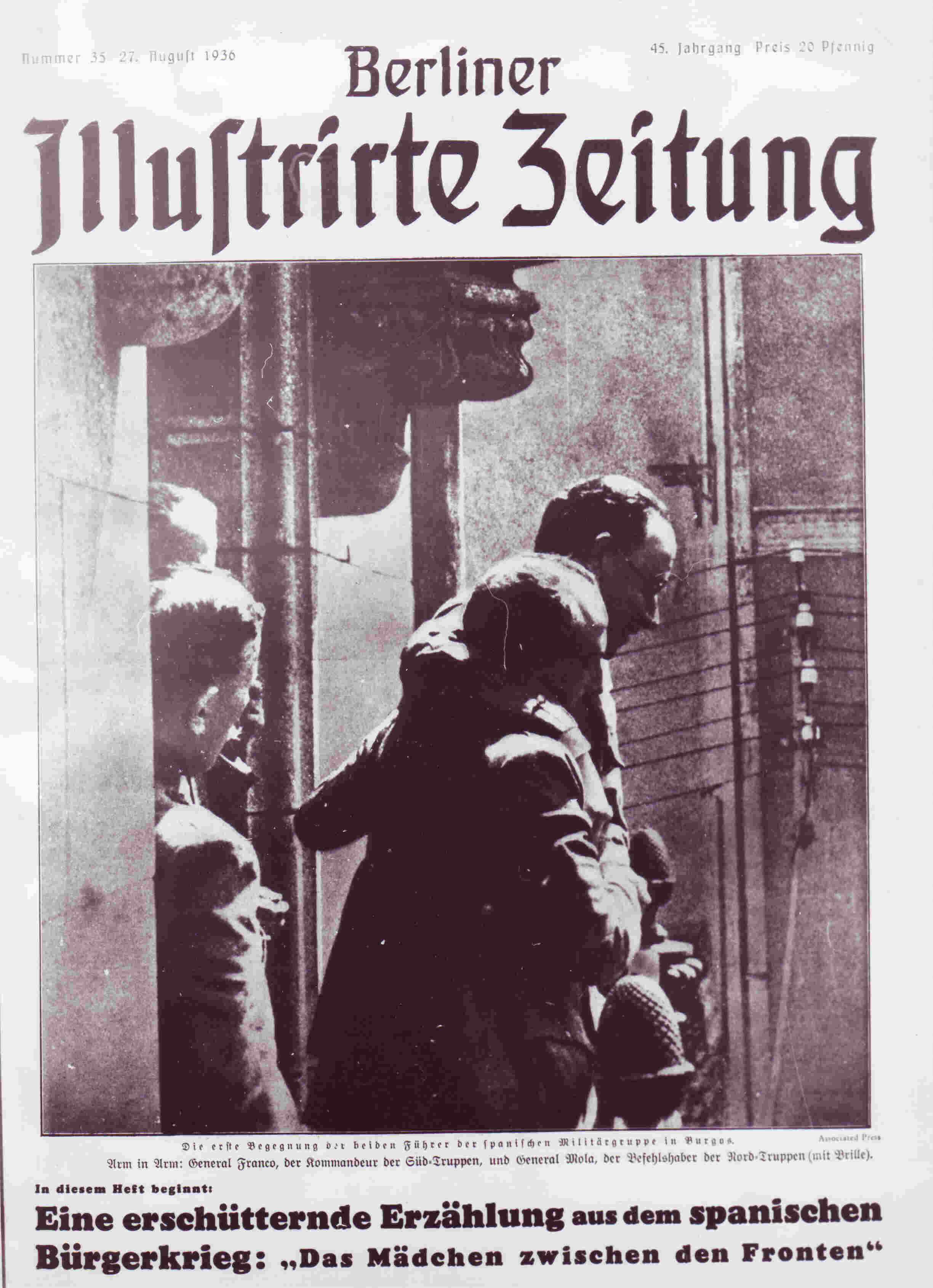
De Berliner Illustrirte Zeitung was een voortrekker in de fotojournalistiek. Hier het nummer van 26 augustus 1936: een ontmoeting van Francisco Franco en Emilio Mola

Grofweg de periode van 1930 tot 1960 geldt als De gouden tijd van de fotojournalistiek. Het begon  met een 35 mm compactcamera van Leica in 1925 en de eerste flitslampen in 1927. Opeens kon de fotograaf veel gemakkelijker zijn werk doen. In de jaren dertig verscheen een nieuw type tijdschrift op de markt. Het bevatte meer foto’s dan geschreven artikelen. De Berliner Illustrirte Zeitung ontwikkelde hiermee een prototype van het moderne nieuwsweekblad. Op de omslag van het nummer van 26 augustus 1936 plaatste de krant een foto van de Spaanse coupplegers Francisco Franco en Emilio Mola.

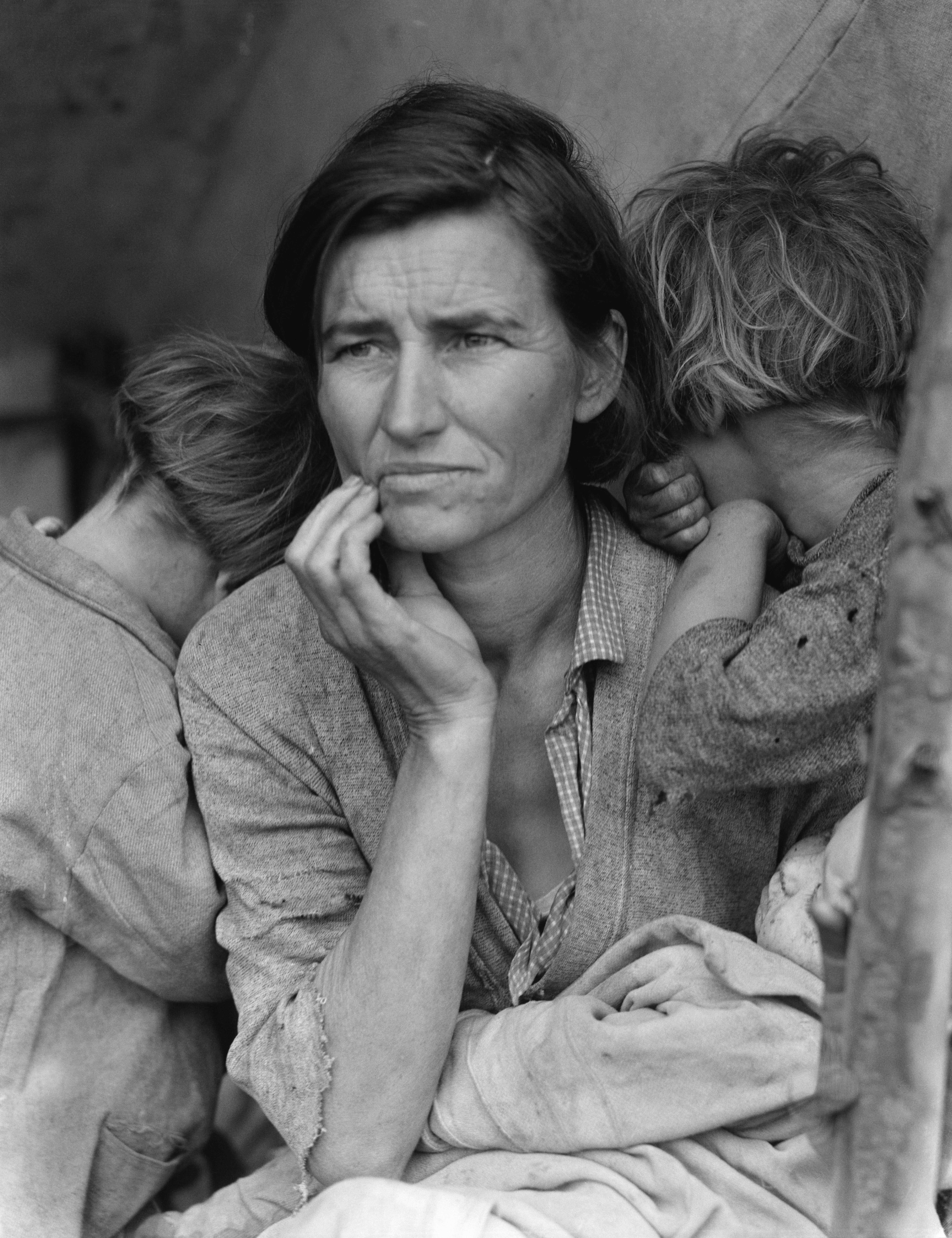
Migrant Mother (1936) van Dorothea Lange gaf een onomwonden beeld van de crisis van de jaren 1930 in Amerika

Het blad had een eigen fotoredactie, onder wie een van de beroemdste persfotografen, Erich Salomon. Andere spraakmakende tijdschriften uit die tijd waren Vu (Frankrijk), Life en kranten als de Daily Mirror en de New York Daily News. In diezelfde tijd kregen fotografen als Robert Capa, Alfred Eisenstaedt en Margaret Bourke-White wereldfaam. Anderen noemen Henri Cartier-Bresson de vader van de moderne fotojournalistiek.
In 1938 plaatste de Nieuwe Rotterdamsche Courant de eerste nieuwsfoto op de voorpagina. De Volkskrant liet het publiek in 1924 kennismaken met het fotofenomeen. De Amerikaanse fotojournalist Julien Bryan was getuige van het begin van de Tweede Wereldoorlog. In september 1939 werkte hij in Polen, dat onder een zwaar Duits bombardement lag. Hij was een van de eersten die, met Kodachrome, kleurenfoto’s afleverde. 
Eén blad hield het lang vol. Life bleef vanaf 1936 tot het begin van de jaren 70 een van de populairste weekbladen van de Verenigde Staten. Het blad stond vol met prachtige foto’s en was gedrukt op goed papier. De fotografen maakten portretten van beroemdheden, maar bereikten zelf ook deze status. Het tijdschrift gold als een standaard voor kwaliteitsfotografie voor het grote publiek en een bewijs van de kracht van fotojournalistiek.

## Toekomst onzeker
Het gouden tijdperk van de fotojournalistiek kwam tot een einde in de zeventiger jaren. Life stopte haar uitgave in december 1972. Dit soort bladen konden de concurrentie niet meer aan met andere media. De inkomsten uit advertenties wogen niet meer op tegen de grote oplages en de hoge kosten.
Tegenwoordig kost het de fotojournalist de grootste moeite om de steeds sneller gaande (technische) ontwikkelingen in zijn vak bij te houden. Of het vak van de professionele fotograaf blijft bestaan is onduidelijk, nu iedereen met een mobiele telefoon overal een foto kan maken.